# Daniel Chavarría
Daniel Chavarria (San José de Mayo, 23 novembre 1933 – L'Avana, 6 aprile 2018) è stato uno scrittore e rivoluzionario uruguaiano.
Visse a Cuba dove è stato professore di lettere classiche all'Università dell'Avana.

## Biografia
Chavarria ha lavorato come minatore ad Essen, modello a Colonia, guida al Museo del Prado di Madrid, lavapiatti a Parigi. È stato anche monaco.
Dopo il colpo di Stato del 1964 in Brasile (dove all'epoca viveva) si è trasferito in Amazzonia per fare il cercatore d'oro.
È arrivato a Cuba dirottando un piccolo aereo, per il quale aveva pagato il biglietto. A Cuba ha lavorato come traduttore ed insegnante di latino e greco, prima di iniziare la sua carriera di scrittore. Si definisce cittadino uruguayano e scrittore cubano. È stato un sostenitore della rivoluzione cubana.

## Stile di scrittura
Chavarria si inserisce nella tradizione degli scrittori politici latino-americani, come Gabriel García Márquez, ma con uno spirito più fresco ed ottimista, non dissimile da quello di Luis Sepúlveda e Paco Ignacio Taibo II.
I libri di Chavarria criticano duramente le violenze dei regimi fascisti.
Lui cita come letture giovanili Jules Verne, Emilio Salgari e Alexandre Dumas padre, le cui influenze sono chiaramente visibili nelle sue opere. In El rojo en la pluma del loro è riconoscibile l'influenza de Il conte di Montecristo di Dumas.

## Sceneggiature film
- 2002 - Malabana

## Romanzi
- 1978 - Joy
- 1984 - La sexta isla
- 1991 - Allá ellos
- 1993 - El ojo de Cibeles e El ojo Dyndimenio
- 1994 - Adiós muchachos
- 1999 - Aquel año en Madrid
- 2001 - El rojo en la pluma del loro
- 2004 - Viudas de sangre
- 2005 - Príapos e Lo que dura dura
- 2006 - Una pica en Flandes
- 2009 - Y el mundo sigue andando

## Premi
Joy:
- "Aniversario de la Revolución", La Habana, 1975.
- "Capitán San Luis", 1978.

La sesta isola:
- "Premio de la Crítica", La Habana.

Allá ellos:
- "Dashiell Hammett Award", Gijón, 1992.

L'occhio di Cybele:
- "Planeta-Joaquín Mortiz", México, 1993.
- "Educación y Cultura", Montevideo, 1994.
- "Ennio Flaiano", Pescara, 1998.
- "Premio de la Crítica", La Habana.

Adiós Muchachos:
- "Edgar Allan Poe Award", New York, 2002, Mystery Writers of America.

El rojo en la pluma del loro:
- "Premio Casa de las Américas", La Habana, 2000.
- "Premio de la Crítica", La Habana.

Viudas de sangre:
- "Premio Alejo Carpentier", La Habana, 2004.